# Liste der Ramsar-Gebiete in Mosambik
Die Ramsar-Gebiete in Mosambik sind nach der 1971 beschlossenen Ramsar-Konvention besondere Schutzzonen für natürliche Feuchtgebiete auf dem Territorium des Landes. Sie besitzen gemäß dem Anliegen dieses völkerrechtlichen Vertrags eine hohe Bedeutung und dienen insbesondere dem Erhalt der Lebensräume von Wasser- und Watvögeln. Mosambik ist dem Vertragswerk mit Wirkung vom 3. Dezember 2004 beigetreten.
In Mosambik existieren zwei Ramsar-Gebiete mit einer Gesamtfläche von 4.534.872 Hektar (Stand 2021).

## Liste der Ramsar-Gebiete von Mosambik
Quelle:
| Name des Gebiets                                       | Bild                           | Lage                                                                         | Koordinaten                     | Größe in ha | Ausweisungs- Datum | Bemerkungen |
| ------------------------------------------------------ | ------------------------------ | ---------------------------------------------------------------------------- | ------------------------------- | ----------- | ------------------ | --- |
| Malawisee und Küstenzone (Lago Niassa e Zona Costeira) | Malawisee mit Ufer in Mosambik | Provinz Zambezia, Distrikte Lichinga und Lago                                | 12° 24′ 6,1″ S, 34° 48′ 36,7″ O | 1.363.700   | 26. April 2011     | nationaler Status: keiner Der zu Mosambik gehörende Abschnitt des Malawisees und das zu ihm abfallende küstennahe Bergland. Dieses Ramsar-Gebiet ist ein Teil des Miombowaldsystems, das größte Trockenwaldgebiet der Erde.                         |
| Sambesi-Delta                                          | Sambesi-Delta                  | Provinz Zambezia, Provinz Sofala, Distrikte Chinde und Sofala sowie Marromeu | 18° 38′ 34,8″ S, 36° 9′ 49″ O   | 3.171.172   | 3. August 2004     | nationaler Status: Reserva Florestal, Game Reserve, Reserva Especial de Marromeu Das Schutzgebiet umfasst das sich vom Südufer erstreckende Areal des Sambesi-Deltas und zwei Gebiete nördlich des Hauptstroms. Hier sind Erweiterungen vorgesehen. |